# 绒叶黄花木
绒叶黄花木（学名：Piptanthus tomentosus），为豆科黄花木属下的一个植物种。